# Лигалайз
Лигала́йз (настоящее имя — Андре́й Влади́мирович Ме́ньшиков; род. 30 июня 1977, Москва) — российский рэп-исполнитель, музыкальный продюсер, битмейкер, автор песен, бывший участник рэп-групп Slingshot, D.O.B. Community, D.O.B., AERO Skwadra, «Легальный бизне$$», «Империя», «Bad B. Альянс», Bad Balance, «Лигалайз + П-13» и «Ярость Inc.».
С 1986 по 1993 год семь лет занимался каратэ, был финалистом международных соревнований, является обладателем коричневого пояса. В 1993 году вместе с Ladjak’ом записал свой первый хип-хоп-трек «Getta Drink». В 1994 году рэперы создали дуэт Slingshot и записали альбом Salute From Rusha. В 1995 году Лигалайз стал третьим участником англоязычной рэп-группы D.O.B., а также основал группу «Рабы лампы». В январе 1996 года почти на год уехал в Пуэнт-Нуар (Конго, Африка), где был участником группы AERO Skwadra. Вернувшись, записал вместе с D.O.B. теперь уже на родном языке альбом «Мастера слова», выделяющийся треком «Все вместе на месте».
В 1998 году принял участие в записи песни «Вы хотели party?» от Jam Style & Da Boogie Crew, видеоклип на которую продержался пять месяцев в чартах телеканала «MTV Россия» и дал отсчёт новой волне увлечения хип-хопом и брейк-дансом в России. После этого совместно с Владом Валовым («Шеff») создал проект «Легальный бизне$$», прославившийся благодаря хиту «Пачка сигарет». В 1999 году стал участником группы Bad Balance, а также в содружестве с Валовым и Толмацким придумал термин и концепцию хип-хоп-объединения «Bad B. Альянс». Является автором текстов Децла к песням «Пятница», «Пираты» и рекламному ролику «Пепси, пейджер, MTV». В январе 2001 года на полтора года уехал в Прагу, где создал проект «Лигалайз + П-13», чей альбом «Провокация» победил в номинации «Лучший альбом 2003 года» на церемонии «Hip-Hop.Ru Awards 2003».
В 2006 году Лигалайз выпустил дебютный альбом XL, за который он получил два сертификата «Золотой диск», титул «Альбом года» по версии Rap.ru, а также стал обладателем премии MTV Russia Music Awards в номинации «Лучший хип-хоп, рэп, R’n’B проект» за песню «Будущие мамы». В 2010 году совместно с рэперами Jeeep и Макс Ломак (экс-FMWL) создал проект «Ярость Inc.», в рамках которого был издан альбом «Бочка дёгтя». В 2013 году вернулся к сольному творчеству, в результате чего выпустил три альбома: «Живой» (2016), «Молодой король» (2018) и ALI (2020). В 2021 году возродил группу D.O.B. и дуэтом с Сирджеем записал альбом «Аборигены фанка» (2023). 30 июня 2023 года Лигалайз выпустил антивоенный видеоклип «Мир!! Вашему!! Дому!!», после чего эмигрировал из России в Литву. В 2025 году выпустил антивоенный альбом «Эпизод 4».
С 1995 года занимается музыкальным продюсированием хип-хоп-артистов и групп, среди которых D.O.B., «Рабы лампы», «Лигалайз + П-13», «Ярость Inc.» и Mikey D. В 2003 году стал автором самого значительного бифа в истории русского рэпа — «Доктор Блеff», адресованного Владу Валову («Шеff»). Принял участие в создании документальных фильмов «Раб лампы» (2016), «BEEF: Русский хип-хоп» (2019), «С закрытыми окнами» (2019) и «Девяностые» (2021).

## Биография

### Ранние годы
Андрей Меньшиков родился 30 июня 1977 года в Москве в семье профессора химии. Жил на улице Аргуновской на территории Останкинского района. Родители развелись рано: Меньшиков вместе со старшей сестрой Екатериной остался жить с матерью, а отец, Меньшиков Владимир Викторович, переехал к бабушке в соседний дом, но тем не менее участвовал в воспитании детей. Бабушка Меньшикова — Анна Александровна, заслуженный работник культуры РСФСР, лауреат премии Союза журналистов СССР, более тридцати лет проработала главным редактором детского радиовещания СССР, руководила радиопередачей «Пионерская зорька» и радиоспектаклем «Клуб знаменитых капитанов». Дядя — Андрей Викторович Меньшиков также связан со сферой телевидения и радиовещания —  в Молодежной редакции ЦТ в должности заведующего отделом, создавал такие передачи, как «А ну-ка, девушки!», «Веселые ребята» и другие; в 1986 году возродил КВН, был автором и режиссером первого советско-американского детского телемоста «Можем быть одной семьей».
В детстве семь лет занимался каратэ: с 1986 по 1993 год. В 1990 году в возрасте 13 лет стал обладателем коричневого пояса. В том же году выступил на фестивале восточных единоборств в цирке на Проспекте Вернадского, после чего был помещён на обложку ноябрьского номера журнала «Трезвость и культура» как один из самых молодых и перспективных спортсменов. В 1991 году в составе сборной СССР участвовал на чемпионате мира в Японии, где прошёл в четвертьфинал. В дальнейшем несколько раз в соревнованиях занимал призовые места: третье место по Союзу, второе место по России. Учителем Меньшикова в этой дисциплине был заслуженный тренер России Владимир Зорин. В 1993 году всю сборную России по каратэ Кудо перевели под руководство другого тренера, но Меньшиков и ещё двое каратистов продолжили занятия со своим прежним наставником, в связи с чем их обделили во время награждения чёрным поясом.
С хип-хопом его познакомил Алексей «Грюндик» Перминов, который был старше его на два года и жил в соседнем дворе. В 1990 году Перминов принёс ему послушать аудиокассету с альбомом группы N.W.A., Straight Outta Compton. Под влиянием жанра они записывали на диктофон первые демозаписи с помощью губной гармошки и магнитофона «Электроника». Впервые рэп на русском Меньшиков услышал на аудиокассете, на которой был записан эфир передачи «Танцевальная Академия», которую вёл Владимир «DJ Фонарь» Фонарёв («Капитан Фанни») на радио «Максимум». Это была песня «Вне опасности только убитый» (она же «Улицы») группы «К.Т.Л. Ди. Л.Л.».
В 1994 году по примеру отца поступил в Российский химико-технологический университет имени Д. И. Менделеева, который так и не окончил.

### Творчество
В 1993 году Меньшиков объединился с друзьями в группу Critical Mass (Legalize, Грюндиг, Рустамбек и Коржик). Тогда же были придуманы псевдонимы. «Грюндиг» получил своё имя в честь немецкой фирмы Grundig из-за своей увлечённости диджеингом на домашнем патефоне, а Меньшиков взял себе имя «Legalize» в честь песни «Legalize It» американской рэп-группы Cypress Hill. Позже было решено переименовать группу в Legalize.

#### Slingshot
Летом 1993 года в клубе «Пилот» Лигалайз познакомился с рэперами из группы D.O.B. (Сергей «Sir-J» Булавинцев и Олег «Ladjak» Жиляков). Спустя некоторое время Жиляков предложил Меньшикову сделать совместную песню, поскольку на тот момент в группе D.O.B. намечался распад. Так родилась песня «Getta Drink», которая была исполнена на английском языке.
В 1994 году Жиляков принял решение покинуть группу D.O.B. и создать с Лигалайзом дуэт Slingshot. Летом дуэт записал на студии «MixArt» альбом Salute From Rusha. Запись одной песни стоила в районе средней месячной зарплаты того времени — 100—150 долларов. Деньги на запись альбома рэперы одолжили у отца Меньшикова с целью вернуть их после продажи нескольких копий альбома. По словам Лигалайза, они изначально исполняли песни на английском языке, поскольку им хотелось быть оригинальными в отличие от других рэп-групп.
Первые несколько песен были разосланы на найденные в американских журналах адреса музыкальных лейблов. Вскоре им прислали контракт на выпуск альбома, но долгие переписки ни к чему не привели. Дуэт Slingshot распался в 1995 году: Legalize стал участником D.O.B., а Жиляков увлёкся диджеингом и постепенно отошёл от творческой деятельности в группе.
Все исходники записей Slingshot хранились на DAT-кассетах у Жилякова, которые он случайно потерял. Однако, некоторые песни сохранились на кассетах и периодически появлялись позднее с появлением интернета. В 2012 году обнаружилась копия альбома, которую сделал MC Mix. Альбом был опубликован в 2015 году спустя 20 лет после записи.
В 1994 году было придумано хип-хоп-объединение D.O.B. Community, состоящее из групп Slingshot (Ladjak и Лигалайз) и Bust A.S! (Sir-J, Lee A.S., Гвоздь). Позже к ним примкнула группа Just Da Enemy (Simona Yori, Flaming B, Earnest M.).

#### D.O.B. (1995—1996)
В 1995 году Legalize стал участником группы D.O.B. (вместе с Sir-J и Ladjack). По словам Меньшикова, в то время группа D.O.B. ориентировалась на творчество американской хип-хоп-супергруппы Hit Squad. Первой песней Лигалайза в составе группы стала «D.O.B.'s Takin’ Ova», где Sir-J и Ladjack на английском языке высмеивают M.C. Hassan’а и его псевдоним, а Лигалайз исполнил куплет на русском языке. Поняв, что у проекта Slingshot не будет продолжения, Лигалайз записал две сольные песни, музыку к которым сделал он сам: «Russian Hoodlum Is Back» и «Legalize Ona Set».
С 1995 по 1996 год Legalize и Sir-J записали на московской студии «Интервью» дебютный альбом D.O.B. — «Rushun Roolett». По словам Меньшикова, в связи с предстоящим отлётом в Африку он был вынужден за две смены на студии записать по пять песен. Остальную часть альбома Сирджей дописывал без участия Лигалайза. Альбом является полностью англоязычным, за исключением куплета Лигалайза в треке «D.O.B.'s Takin’ Ova», а также добавленных песни и скита группы «Рабы лампы». В записи альбома приняли участие московские рэперы Ladjak, Lily и группа «Рабы лампы». Музыку для альбома создали Sir-J и Legalize при содействии Ladjak и Lee A.S. Альбом был выпущен в январе 1998 года на лейбле «Элиас Records».

#### AERO Skwadra (1996)
В начале 1996 года Меньшиков вместе со своей женой, Симоной Макандой (Yori), и её сыном, Жаком Энтони, уехал в Пуэнт-Нуар (Конго, Африка). Лигалайз привёз с собой виниловые проигрыватели, на которых научился играть незадолго до отъезда. Он выступал в качестве диджея в одном из клубов, где и познакомился с местными рэперами. С ними он основал группу AERO Skwadra в честь района «Aeroport», в котором они жили. В состав группы входило четверо: Лигалайз, Stephan Comault и два брата-кузена, одного из которых зовут Neil. Группа записывала фристайлы на французском языке на аудиокассету под скретчи русского рэпера, при этом сам Лигалайз исполнял рэп не только на английском из репертуара D.O.B., но и на французском. Из-за начавшейся там войны Лигалайз вместе с Жаком Энтони уехал обратно в Москву в ноябре 1996 года. По словам рэпера, пребывание в Конго перевернуло его сознание, он увидел там совсем другой подход к рэпу, который привёз в Россию.

#### Рабы лампы (1995—1998)
В 1994 году в момент записи альбома для проекта Slingshot Лигалайз помог начать сольную карьеру своему другу Алексею «Грюндику» Перминову, написав ему текст для будущей песни «Рабы лампы». В 1995 году Лигалайз познакомился с Максимом Гололобовым («Джип», экс-участник «К.Т.Л. Ди. Л.Л.») и решил сделать дуэт из сольного проекта «Грюндика». Пригласив к себе домой обоих рэперов, Лигалайз придумал название для нового проекта — «Рабы лампы». В 1996 году группа записала три песни — «Нет надежды впереди», «Одиночка» и «Рабы лампы» — которые Грюндик сразу же отправил посылкой Лигалайзу в Конго.
В ноябре 1996 года, вернувшись из Конго, Лигалайз продемонстрировал участникам группы «Рабы лампы» свои навыки речитатива, после прослушивания которых Грюндик решил, что Лигалайз напишет текст ко всем трём куплетам для новой песни «Рабы рифмы». По словам Лигалайза, песня была записана на студии у Виктора «Мутанта» через день после его возвращения в Россию. В 1997 году Лигалайз сделал скретч в песне «TV shit». Дебютный и единственный альбом «Это не больно» группа выпустила на аудиокассетах на лейбле «Элиас Records» в апреле 1998 года.
12 июня 2000 года участник группы «Рабы лампы», Алексей «Грюндик» Перминов, скончался в возрасте двадцати четырёх лет от передозировки наркотиков. После его смерти был образован проект «Империя», в который вошли группы «Ю.Г.» и D.O.B. Community. Было записано две песни, которые спродюсировал Андрей Кит: «Посвящение» (памяти Грюндика) (при участии Стахея из группы «Тени») и «Суперлирика» (при участии Dime из Nonamerz). Оба трека вышли на сборнике «Лучший хип-хоп 2» летом 2001 года. «Посвящение» позже вышла в переиздании альбома «Это не б.» группы «Рабы лампы» 14 декабря 2001 года. Нецензурная версия «Суперлирики» вышла на сборнике «5 лет RAP Recordz» 20 июня 2002 года.

#### D.O.B. (1997—2004, 2022—2023)
В ноябре 1996 года, вернувшись из Конго, Лигалайз предложил Сирджею записать несколько песен для группы D.O.B. на русском языке. Группа из принципиально англоязычной превратилась в говорящую на родном языке. Таким образом в 1997 году на студии «2S» были записаны четыре песни — «(Все вместе) На месте», «М. С. — Мастера Слова», «Настоящий хип-хоп» и «Громче музыку, громче микрофоны» — тексты и музыку к которым написал Лигалайз. Песни вошли во второй альбом группы D.O.B., «Мастера Слова», который вышел на лейбле RAP Recordz в декабре 2000 года. В отличие от предыдущего альбома, этот альбом является русскоязычным. В записи альбома приняли участие московские рэп-группы Ю.Г., «Рабы лампы», «Бланж» и рэпер Джи Вилкс. Альбом был выпущен в рамках акции лейбла RAP Recordz, «Революция свершилась», вместе с альбомами групп Ю.Г. («Дёшево и сердито») и Nonamerz («Не эгоисты»). Дистрибуцией альбома занимался концерн «Видеосервис».
В 2003 году Сирджей и Лигалайз записали третий по счёту альбом D.O.B., «Короли андеграунда», который был выпущен на лейбле «Интеллигентный Хулиган Productions» 7 сентября 2004 года. Три песни — «Уличные рэперы», «Ностальгия» и «Мы» — были записаны в 2000 году для других проектов. В качестве бонуса был добавлен трек «Whatcha kno» (1995), три песни из предыдущего альбома, а также ремиксы. По словам Лигалайза, этот альбом посвящён десятилетию группы D.O.B. Название альбома «Короли андеграунда» адресовано «всем творцам, которые на протяжении долгих лет своим творчеством строили русский рэп, создавая почву для возникновения новых групп и течений».
24 апреля 2022 года Лигалайз объявил о возвращении группы D.O.B. в составе Сирджей и Лигалайз. По словам рэпера, оба участника коллектива работали над новым альбомом с прошлого года, записали большую его часть и готовы представить новый материал. 26 апреля дуэт выпустил на лейбле Media Land двухпесенный цифровой макси-сингл «Бесконечно, Татуировки-шрамы», а также анонсировал новый альбом «Аборигены фанка», спродюсированный американским битмейкером Tone Beatz при участии диджея Rob Swift из The X-Ecutioners. В поддержку макси-сингла вышло lyric-видео на песню «Бесконечно». 12 августа на лейбле Media Land вышел новый сингл «Bad Motherfucker (Дикий и Плохой)» с грядущего альбома. 30 ноября Лигалайз выпустил четвёртый по счёту сингл к альбому D.O.B. — «В том дне», art-видео к которому было собрано художником Евгением Никитиным из картин, созданных при помощи нейросети по мотивам песни. 30 июня дуэт выпустил на лейбле D.O.B. music четвёртый по счёту альбом D.O.B. — «Аборигены фанка», в который вошло 18 треков. В поддержку альбома был выпущен созданный с использованием нейросетей видеоклип на трек «Мир!! Вашему!! Дому!!». По словам автора ролика Павла «Mr. Freeman» Мунтяна, эта песня адресована «тем, кто за полтора года войны не смог определиться со своими взглядами, кто надел шоры и старается ничего не видеть».

#### Легальный бизне$$ (1998—2000, 2012)
Осенью 1998 года Лигалайз вместе с Владом Валовым («Шеff») создал группу «Легальный бизне$$», в состав которой входило трое участников: Лигалайз, N’Pans и DJ Tonik. Продюсером группы по организационным вопросам был Валов, за творческую же часть и все тексты отвечал Лигалайз. В 1999 году коллектив вошёл в состав хип-хоп-объединения «Bad B. Альянс». Визитной карточкой группы стала песня «Пачка сигарет», созданная на основе известной композиции Виктора Цоя. Были сняты видеоклипы на песни «Пачка сигарет» (1999) и «Мелодия души» (2000). Оба ролика группы попали в ротацию чартов «Русская десятка» и «20 самых-самых» телеканала «MTV Россия».
Дебютный и единственный альбом «Рифмомафия» был выпущен на компакт-дисках и аудиокассетах музыкальным издательством «Студия Миксмедиа» 23 июля 2000 года. Альбом состоит из 17 треков и был записан в период с 1999 по 2000 год на московской студии звукозаписи «Тон-ателье № 1» в телецентре «Останкино». Музыку в альбоме создали Shooroop, DJ Tonik, DJ LA, Гуру, Mr. Bruce и другие. В записи альбома приняли участие рэперы ДеЦл, Звонкий, Шеff, а также бэк-вокалисты — Ирина «Шмель» Минина, Валя Атаханова (из группы Ground Beat) и Карина.
Проект был временно возрождён в 2012 году. 5 апреля вышел мини-альбом коллектива под названием «Wu». Заглавный трек с релиза спродюсировал американский продюсер The Alchemist. Весь материал был записан во время одной студийной сессии.

#### ДеЦл и Bad B. Альянс (1998—2000)
В июле 1998 года Лигалайз принял участие в записи песни, а также съёмках видеоклипа на песню «Вы хотели party?» для проекта Jam Style & Da Boogie Crew. Директор «Дельфина», Алексей Виноградов, отнёс видео вместе с видеоклипом «Дельфина» на телеканал BIZ-TV, который готовился стать «MTV Россия», где он был впервые показан в первую ночь вещания, 26 сентября 1998 года. Затем ролик попал в ротацию чарта «20 самых-самых» и продержался там полгода, а также параллельно транслировался на федеральных каналах. По мнению журнала «ОМ», после выхода видеоклипа на песню «Вы хотели party?», пять месяцев продержавшегося в чартах телеканала «MTV Россия», в России «начался заметный подъём хип-хоп-движения». Главный редактор портала Rap.ru, Андрей Никитин, также подтвердил, что видео «ожесточённо крутили по всем телеканалам, приобщив немалое количество зрителей к хип-хоп-культуре», а позже назвал этот трек «большим хитом, давшим отсчёт новой волне увлечения хип-хопом и би-боингом в России». По мнению сетевого издания «Янгспейс», благодаря «ошеломительному успеху» этого видео «к процессу заражения хип-хоп-культурой присоединились маленькие провинциальные города».
Осенью 1998 года, увидев по телевизору видеоклип на песню «Вы хотели party?» Кирилл Толмацкий решил научиться танцевать брейк-данс. В это время его отец, генеральный продюсер продюсерской фирмы «МедиаСтар» и главный поставщик музыкального материала для телеканала «Муз-ТВ», Александр Толмацкий, решил отправить сына в школу брейк-данса. Он обратился за помощью к Владу Валову взамен предложив ему карьеру продюсера. Затем в качестве подарка сыну на день рождения Толмацкий-старший предложил Валову написать для сына песню в стиле рэп. Валов попросил Лигалайза написать текст для будущей песни «Пятница», которую должен был исполнить Кирилл. В ответ на вопрос Валова «Как же мы его назовём?» Толмацкий тут же вспомнил, что у Кирилла был комплекс неполноценности, поскольку он был маленького роста, и предложил имя «ДеЦл».
25 августа 1999 года ДеЦл впервые появился на экране телевизоров в видеоклипе группы «Легальный бизне$$» на песню «Пачка сигарет», который стал режиссёрским дебютом для Влада Валова. Затем Валов взял шефство над дебютным видеоклипом ДеЦла на песню «Пятница». По словам Толмацкого-старшего, он не мог поставить в эфир «Муз-ТВ» своего сына и попросил генерального продюсера «MTV Россия», Бориса Зосимова, пустить клип в эфир. Премьера состоялась в годовщину эфира телеканала, 25 сентября 1999 года. Через неделю Зосимов позвонил Толмацкому с просьбой забрать пачку писем, адресованных ДеЦлу.
Параллельно Толмацкий и Валов создали в 1999 году хип-хоп-объединение «Bad B. Альянс», в состав которого входили группы Bad Balance, «Легальный бизне$$», «Белый Шоколад», «АлкoFunk», сольные проекты «Шeff», «Tommy» и «ДеЦл», а также ряд битмейкеров, делающих для них музыку: Shooroop, DJ LA, DJ Tonik, DJ 108, DJ Тенгиз, Виктор «Гуру» Гуревич и бас-гитарист Mr. Bruce. 18 марта 2000 года участники «Bad B. Альянса» выступили на мероприятии «Бит-битва», которое транслировалось телеканалом «MTV Россия». Концерту предшествовало появление в эфире «MTV» видеоклипа на песню «Надежда на завтра» (она же «Вне политики»), в которой рэперы «достаточно прозрачно призывали не принимать участие в выборах». Песня также была исполнена во Дворце спорта «Динамо» и была написана по заказу кандидата в президенты Григория Явлинского, лидера политической партии «Яблоко», который и организовал это мероприятие.
В апреле 2000 года Лигалайз написал для ДеЦла текст для рекламного ролика Pepsi, «Пепси, пейджер, MTV». Видео было создано на съёмках видеоклипа на песню ДеЦла «Вечеринка» на студии «Центрнаучфильм». Компания Pepsi совместно с «MTV Россия» запустила рекламную акцию с 1 мая по 1 сентября 2000 года, лицом которой стал ДеЦл. По словам Меньшикова, за полгода ротации ролика он получил несколько тысяч долларов в рублях и «узнал по-настоящему, что такое авторские отчисления».

#### Bad Balance (1999—2000)
В 1998 году Лигалайз прислал Владу «Шефу» Валову три свои русскоязычные песни D.O.B., на что Валов сразу же ему перезвонил и предложил сотрудничество. Для представления артиста широкой публике Валов предложил Меньшикову сначала записать совместный трек с его группой Bad Balance, а затем выпустить его сольный альбом. Согласившись, Лигалайз приехал на запись песни «Готовы ли вы?» с пластинкой Аллы Пугачёвой «Куда уходит детство». Меньшиков придумал ускорить темп звучания в два раза, DJ LA подобрал барабанный брейк, а Mr. Bruce подыграл на бас-гитаре. Так за одну смену была записана песня для альбома «Город джунглей».
В 1999 году группа Bad Balance решила записать следующий альбом группы в Нью-Йорке. После внезапного ухода из группы «Михея» на его место был взят рэпер Олег «Ladjack» Жиляков. Во время одной из репетиций на студию приехал Андрей «Лигалайз» Меньшиков и вскоре предложил свою кандидатуру на роль второго МС, аргументируя это тем, что в Америке группе будет нужен рэпер, читающий рэп на русском, а не на английском. Одобрив нового участника, Валов дал ему тексты своих куплетов, чтобы «Лигалайз» их закончил. Через месяц у группы уже был готов весь материал для поездки в Нью-Йорк.
5 января 2000 года Лигалайз в составе группы Bad Balance отправился в Нью-Йорк на студию «East-West Studio» для записи нового альбома «Каменный лес». В Нью-Йорке было записано 11 треков. В январе 2001 года Лигалайз втайне ото всех уехал жить в Прагу, поэтому альбом был выпущен без его участия 19 апреля 2001 года.

#### Лигалайз + П-13 (2001—2004)
В феврале 2001 года в хип-хоп-передаче «Фристайл» на радио «Станция 2000» был зачитан текст прощальной записки Лигалайза, в которой он отрекался от себя прежнего и лишал себя права голоса в российском хип-хопе. Как позже выяснилось, он уехал в столицу Чехии, Прагу, где в конце 2001 года познакомился с двумя рэп-исполнителями, Антоном «Молодой» Ионовым и Денисом «Danny B.» Березиным, с которыми создал совместный проект «Лигалайз + П-13». Сначала был записан первый совместный трек «Без извинений», а через некоторое время Лигалайз услышал их демоверсию песни «Я знаю людей» и придумал к ней припев. Тогда же было решено сделать полноценный альбом, и придумано короткое и простое название «П-13» по имени тринадцатого района Праги, где они жили и творчески создавали. Записав и подготовив все композиции в пражской домашней студии, они отправились в Москву летом 2002 года, где на лейбле D&D Music сделали сведение и мастеринг своего дебютного альбома. Официальной датой рождения группы «П-13» считается 21 мая 2002 года, когда состоялся первый концерт.
Премьера песни «Я знаю людей…» состоялась в седьмом выпуске хип-хоп-передачи «Фристайл» на «Нашем Радио» 25 марта 2003 года. Видеоклип на песню попал в ротацию телеканала «MTV Россия» 29 октября 2003 года. В 2003 году Лигалайз создал собственный лейбл «Интеллигентный Хулиган Productions», на котором и вышел альбом 13 декабря 2003 года. Его назвали «Провокация» в честь одноимённого трека, в котором все слова начинаются на заглавную букву названия группы — «П». После успешного релиза альбома в России группа принимает решение издать альбом в Чехии. 21 марта 2004 года на лейбле Maddrum Records вышел компакт-диск «Provokace» с новым буклетом на чешском языке.
В 2004 году Лигалайз выпустил на своём лейбле четыре альбома: D.O.B. ― «Короли андеграунда», альбом ремиксов Da Boogie DJ’s на «Провокацию», альбом Jeeep’а (бывш. «Рабы лампы») «Здесь был я» и микстейп DJ Nik-One «Интеллигентный хулиган vol.1».

#### XL (2005—2007)
В период с 2004 по 2006 год Лигалайз записал на московской студии «Music Studio Infiniti» дебютный альбом XL. В записи альбома приняли участие Богдан Титомир, N’Pans, Маша Макарова и бэк-вокалистка Ира Искра. Музыку для альбома создали Лигалайз, Андрей Белый и Андрей Чёрный при содействии гитаристов группы «Маша и Медведи» (Максим Хомич, Вячеслав Мотылёв, Денис «Пит» Петухов), хип-хоп-диджеев (DJ LA и DJ Nik-One), а также сессионных музыкантов: бас-гитарист Mr. Bruce, саксофонист Николай Семёнов и клавишник Кирилл Сергеев. Альбом был выпущен 18 мая 2006 года на лейбле «Монолит» и имел большой коммерческий успех. В сентябре 2007 года Национальная федерация производителей фонограмм (НФПФ) по результатам продажи легальных копий альбома XL вручила Лигалайзу сразу два сертификата «Золотой диск» (свыше четверти миллиона легально проданных дисков). На восемь из тринадцати песен альбома были сняты видеоклипы, почти все из которых входили в различные чарты основных российских музыкальных каналов (в основном «MTV Россия») в течение нескольких лет. Песня «Сволочи» стала заглавной композицией одноимённого фильма, а песня «Будущие мамы» стала заглавной композицией молодёжного телесериала «Клуб», который выходил на телеканале «MTV Россия» с 23 мая 2006 года по 8 ноября 2009 года. 3 апреля 2007 года вышло переиздание альбома, дополненное бонус-треком «Джаная».

#### Ярость Inc. (2010—2013)
В 2010 году был создан проект «Ярость Inc.», в состав которого вошли Лигалайз, Джип и Макс Ломак (экс-FMWL). Джип и Ломак были авторами текстов, а Лигалайз отвечал только за музыку. Альбом «Бочка дёгтя» был выпущен на компакт-дисках фирмой грамзаписи «Никитин» 3 ноября 2012 года. Вышли видеоклипы на песни «Тан-Цзы», «Ярость», «Война» и «Три плоскости». В 2013 году Ломак покинул проект, а Джип и Лигалайз стали записывать второй альбом, но к концу года Лигалайз занялся сольной карьерой, так и не доделав альбом. Несколько текстов, записанных для второго альбома, Джип использовал в своём новом проекте. Среди них совместная песня с Сирджеем «Холодно мне», которая вышла в дебютном альбоме T.I.R., «Please Yes».

#### Сольная карьера (с 2013)
С 2007 по 2011 год Лигалайз занимался концертной деятельностью, выпускал клипы, участвовал в альбомах коллег по цеху. По словам рэпера, он не выпустил второй альбом сразу после XL, потому что не хотел следовать логике шоу-бизнеса и создавать однотипный альбом, чтобы оставаться в тренде и на слуху.
В сентябре 2013 года Лигалайз вернулся к сольному творчеству, записав совместный трек с американской рэп-группой Onyx под названием «Fight!». Видео было решено экранизировать в октябре 2014 года во время приезда группы в Россию. 19 февраля 2015 года рэпер презентовал новое видео в одном из ресторанов Москвы.
В 2014 году Лигалайз принял участие в записи композиции группы «Тату», «Любовь в каждом мгновении». В апреле вышел видеоклип на данное творение.
В 2015 году Лигалайз записал с рок-группой Trubetskoy песню «Гагарин», видео на которую было презентовано в День космонавтики. Вторая версия ролика была выпущена спустя десять дней. 21 октября рэпер выпустил видеоклип на композицию «Карма», съёмки которого проходили в лесу под покровом ночи в обстановке полной секретности. 1 декабря Лигалайз представил премьеру клипа на песню «Караван», в записи которой приняли участие Андрей Гризли, IKA и Art Force Crew.
23 марта 2016 года артист презентовал новое видео на песню «Укрою», снятое в Лос-Анджелесе. Главную роль в нём сыграла актриса Мария Фомина. Режиссёром стал Игорь Шмелёв, а в создании аранжировки принял участие Роман Bestseller. Летом рэпер принял участие в съёмках комедийного сериала «Два отца и два сына», транслируемого на телеканале СТС. 11 ноября Лигалайз представил новый сингл «Мелодия души», в записи которого приняла участие певица Тина Кузнецова.
25 ноября 2016 года состоялся релиз второго студийного альбома Лигалайза — «Живой», который увидел свет спустя 10 лет после выхода его первой пластинки. Альбом состоит из 19 треков и был выпущен на лейбле «Национальное музыкальное издательство». Среди музыкантов, которые приняли участие в работе над релизом, финалистка телевизионного проекта «Голос» Тина Кузнецова, белорусская рок-группа из Минска Trubetskoy, R&B-певица Бьянка, DJ Groove, певец Владимир Пресняков-младший, группа Onyx и другие артисты. По словам артиста, этот альбом «про то, что делает нас живыми».
В 2016 году вышел дебютный альбом нью-йоркского рэпера Mikey D, «Day of D’struction», большую часть которого спродюсировал Лигалайз. Изначально проект задумывался в 2013 году как EP, полностью спродюсированный русским рэпером, но затем разросся до масштаба альбома. В связи с тем, что Лигалайз был вынужден переключиться на свою сольную карьеру, было принято решение включить в альбом музыку от других битмейкеров тоже. В записи альбома приняли участие рэперы Grandmaster Caz, Chris Rivers, Canibus, Craig G, R.A The Rugged Man, Mellow Man Ace и другие. Альбом был переиздан 7 мая 2021 года под именем «Day Of D’Struction Returns».
В 2016 году Лигалайз появился в документальном фильме «Раб лампы», посвящённом памяти Алексея «Грюндика» Перминова из группы «Рабы лампы».
В 2017 году лейбл Velvet Music выпустил совместный трек «Бурито» и Лигалайза под названием «Неприкасаемые». 1 июня Лигалайз и белорусская рок-группа Nuteki выпустили ко Дню защиты детей видео «Мама, не убивай», которое пропагандирует отказ от абортов. 28 января 2018 года молдавская группа Zdob si Zdub выпустила в свет видеоклип на композицию «Balkana Mama», записанную при участии Лигалайза и румынской исполнительницы Лореданы. 30 марта группа «25/17» выпустила совместный трек с Лигалайзом «Судьба (Проклятый рэп)», который описывает печальную жизнь начинающих талантов и более весёлую жизнь артистов за 40. Трек спродюсировал КИТ.

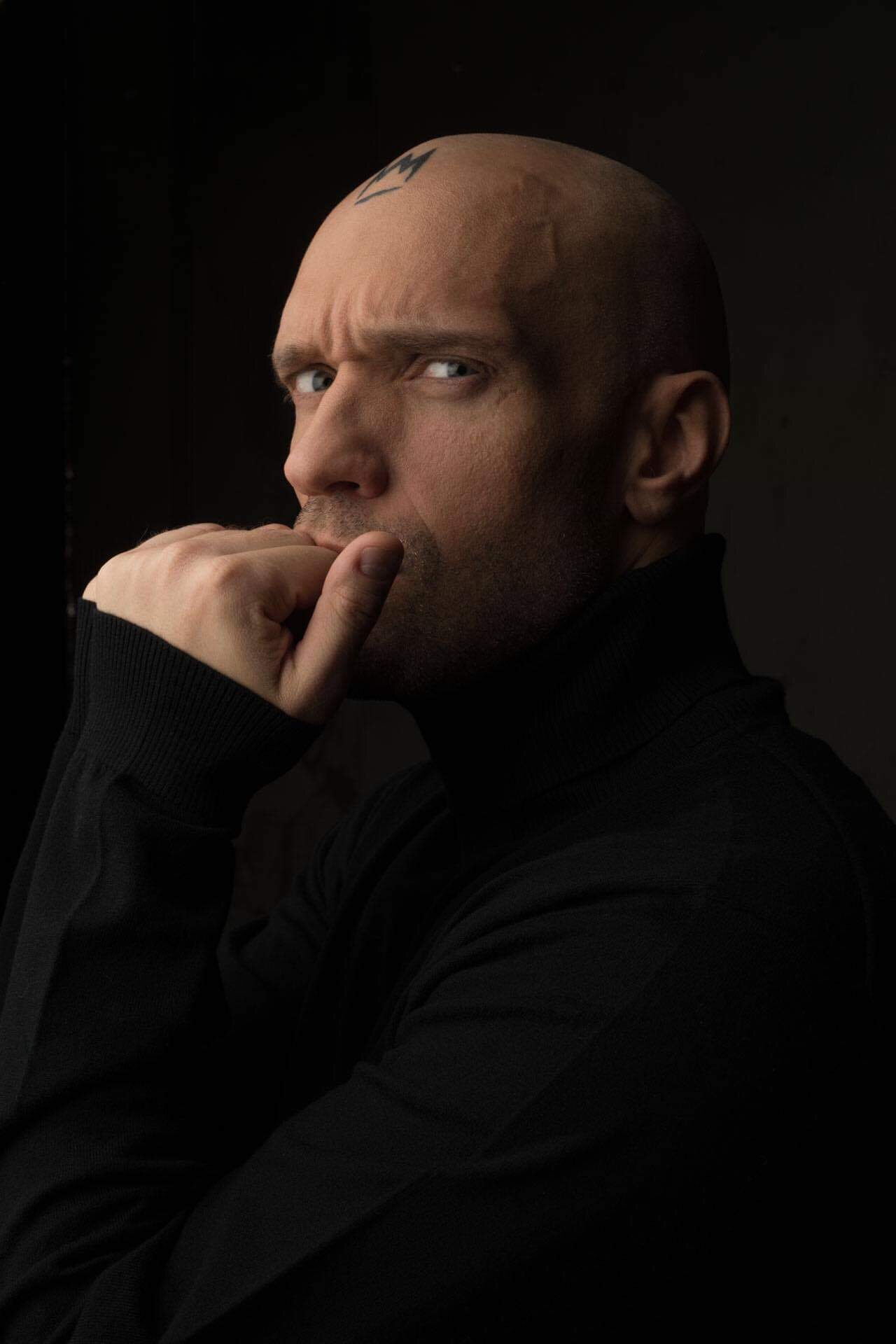
Лигалайз в 2018 году

19 апреля 2018 года состоялся релиз третьего студийного альбома Лигалайза — «Молодой король», работа над которым началась сразу после выпуска альбома «Живой» и не прекращалась до марта 2018 года. Альбом состоит из 11 треков и был выпущен на лейбле Navigator Records. Над альбомом работало пять аранжировщиков, в том числе и сам Лигалайз. Были использованы также биты от Cvpellv, Shumno, DJ Bootch, DJ Squeeze, КИТ и других. В поддержку альбома были сняты видеоклипы на песню «Не верь хайпу» и «Океан». Ролик «Океан» посвящён памяти Децла (Кирилла Толмацкого), друга Лигалайза, входившего вместе с ним в хип-хоп-объединение Bad B. Альянс.
В январе 2019 года Лигалайз появился в документальном фильме «BEEF: Русский хип-хоп», а осенью — в фильме «С закрытыми окнами». 9 октября Лигалайз выпустил видеоклип на трек «Застой 2.0», который посвящён новой эпохе застоя в современной России. В клипе балерины вступают в схватку с омоновцами. Премьера клипа состоялась на портале «Медуза» с комментарием режиссёра Павла Бардина.
24 апреля 2020 года состоялся релиз четвёртого студийного альбома Лигалайза — ALI, на котором артист обращается к своим корням: классическому звуку и социальному комментарию. Альбом состоит из 14 треков и был выпущен на лейбле М2. Альбом получил такое название в честь боксёра Мохаммеда Али, который являлся символом борца за свободу, а на ринге издевался над своими соперниками с помощью рифмованных куплетов. В интервью для телеканала «Дождь» Лигалайз рассказал о том, что альбом был записан за три месяца: с октября по декабрь 2019 года. Самой первой записанной песней стал трек «Застой 2.0», самой последней — «Дарвин», поскольку куплеты для неё Лигалайз ждал от своих коллег на протяжении пяти месяцев. Во вступлении к альбому звучит голос актёра Алексея Серебрякова, который рассказывает о том, как новая музыка (рэп) пробивала себе дорогу в СССР. В треке «Дарвин» участвует большое количество гостей, в «Гораздо больше» партнёром Лигалайза по микрофону стал рэпер Sir-J, а в «Эпилоге» представлен дуэт с бывшим музыкантом группы «Ляпис Трубецкой», CiРОПом, отсидевшим 17 лет в тюрьме. Альбом был спродюсирован сербским диджеем Milando при участии американского диджея Rob Swift, бывшего участника команды диджеев The X-Ecutioners. В день выхода альбома вышло лирическое видео на песню «Дарвин» с участием рэперов Fuze, Наум Блик, Noize MC, Slimus, кАчевники, SunSay, Хамиль и Влади из группы Каста и ST1M. Никакой общей темы для песни нет, это «девятиминутный сайфер, который можно расценивать как манифест старой школы». Название для песни было взято из строчки Хамиля. 12 мая 2020 года Лигалайз исполнил трек «Пылающий» на российском шоу «Вечерний Ургант» на «Первом канале».
16 апреля 2021 года Лигалайз появился в документальном сериале «Девяностые» (проект Сергея Минаева. 6 серия: «Реклама»). 14 мая Лигалайз выпустил видеоклип про протесты в России «Я такой же как ты». Фраза из припева «Забрало протри!» — это отсылка к ситуации, когда росгвардеец ударил женщину ногой в живот на акции протеста, а потом пришёл к ней больницу и объяснил свой поступок тем, что у него запотело забрало.
В марте 2022 года из-за публичного осуждения российского вторжения на Украину концерты Лигалайза начали отменять, а самого рэп-исполнителя внесли в список запрещённых артистов, чьи концерты являются «нежелательными» в России. 6 мая 2022 года состоялась премьера трека Filatov & Karas «Будущие мамы 2.0», представляющего собой кавер-версию песни Лигалайза «Будущие мамы». Одновременно вышел видеоклип на эту композицию.
4 февраля 2023 года Лигалайз провёл боксёрский поединок с рэпером Птахой в рамках поп-ММА-промоушена «Наше дело». По результатам трёх раундов судьи присудили победу Птахе. По словам Меньшикова, ему пришлось освоить бокс за месяц до поединка, в то время как его соперник готовился к бою больше года и изначально должен был драться с рэпером Obe 1 Kanobe. 30 июня 2023 года Лигалайз выпустил антивоенный видеоклип «Мир!! Вашему!! Дому!!», после чего эмигрировал из России в Литву. В октябре 2023 года поучаствовал в рекламе онлайн-казино.
20 сентября 2024 года лейбл М2 выпустил на цифровых площадках компиляцию Лигалайза «30 лет хитов и андера. Большое начало…», в которой собрано 30 ключевых композиций за 30 лет музыкальной карьеры. Все треки прошли цифровой мастеринг и были выстроены в концептуальной хронологии. В день релиза состоялась премьера видеоклипа на песню «Люди любят» из альбома D.O.B. «Аборигены фанка» (2023). 27 декабря 2024 года Лигалайз был признан Минюстом РФ «иноагентом». 30 декабря Лигалайз выпустил первый сингл из нового альбома «Эпизод 4» (2025). В записи трека «Всемирные» приняли участие Наум Блик, Fuze из группы Krec, Вася Обломов, «Каста» (Влади и Хамиль), Дмитрий «Сид» Спирин из панк-группы «Тараканы!», Максим Покровский из «Ногу свело!». Музыку для трека спродюсировал TR Love из группы Ultramagnetic MCs при участии американского диджея Rob Swift из команды The X-Ecutioners. В поддержку сингла на YouTube-канале Лигалайза вышло lyric-видео.
17 апреля 2025 года Лигалайз выпустил второй сингл из нового альбома — «На падение», сопроводив его арт-видео на песню. 1 мая лейбл TMT Music выпустил на цифровых площадках новый альбом Лигалайза под названием «Эпизод 4». Альбом состоит из 14 треков и был записан звукорежиссёром Германом Скорисом (Germanas Skoris) в студии 1o7 Studio в городе Вильнюс в Литве в вынужденной эмиграции в период с осени 2023 года по весну 2025 года. Был сведён американским звукорежиссёром Josh Gannet, а мастеринг для записи на диск выполнил звукоинженер Chris Athens. Музыку для альбома создали американский продюсер DJ K-Def и российский битмейкер Shooroop при участии TR Love из группы Ultramagnetic MCs. Скретчи создал американский диджей Rob Swift из команды The X-Ecutioners. Клавишные сыграл Константин Туманов из коллектива БГ+. В записи альбома приняла участие литовская певица Сигита Йонынайте (Sigita Jonynaitė), в записи трека «Всемирные» — рэперы Наум Блик, Fuze (Krec), Вася Обломов, «Каста» (Влади и Хамиль) и музыканты Дмитрий Спирин («Сид») и Максим Покровский, а в последнем англоязычном треке «Superlyrical» отметился нью-йоркский рэпер UFO Fev. Обложку для альбома нарисовал британский художник-иллюстратор Дэн Лиш (Dan Lish) и создал её на основе постера к фильму Джорджа Лукаса «Звёздные войны. Эпизод IV: Новая надежда» (1977). Помимо философских и лирических в альбоме много политических текстов. Одной из ключевых тем альбома является российско-украинская война: размышления человека, потерявшего родину, духовные и материальные основы своей жизни, всё, кроме надежды. В треке «Одна империя мне нанесла удар» Лигалайз подчеркнул, что «с началом войны многие прозрели, что-то начали понимать. Это очень высокая цена за прозрение». В песне «На падение» музыкант обыгрывает крылатую фразу Александра Лукашенко «А я сейчас вам покажу, откуда на Беларусь готовилось нападение», оправдывающую вторжение России на Украину.

## Конфликты
Доктор Блеф
Возвращение Лигалайза из Праги получилось громким. Он вернул к себе интерес публики громким дисреспектом в адрес своего бывшего напарника Влада Валова. Трек «Доктор Блеф», адресованный Шеff’у, вызвал большой резонанс, поскольку содержит очень серьёзные обвинения, и не имеет аналогов среди прочих диссов в российском хип-хопе. «Ответ» Шефa, появившийся позже, на фоне трека Лиги имел бледный вид. 5 апреля 2003 года на выступлении «Легального бизне$$а» в одном из клубов Лигалайз кинул дисс в сторону главы лейбла «100%», Мастера Шеffа, в котором жёстко опустил Влада Валова. Трек «Dr. BleFF» был выложен на официальном сайте группы «Братья Наличные». Эта тема вызвала нешуточные обсуждения среди хип-хоп голов на предмет возможного дальнейшего варианта развития. 30 апреля Влад Валов выпустил ответный трек «Зачем, милая?» и адресован он был не только Лиге, но и Александру Толмацкому. 27 мая после ответного трека Лигалайз решил опубликовать свой ответ — «свою реакцию», где он упомянул, что «DJ LA» участвовал в создании музыки для трека «Dr. BleFF». В 2006 году журнал TimeOut назвал этот конфликт самым значительным бифом в истории русского рэпа.

## Критика
В 2004 году главный редактор портала Rap.ru, Андрей Никитин, написал, что благодаря клипу «Пачка сигарет» и успешному альбому «Рифмомафия» Лигалайз стал широко известен в стране и приобрёл славу одного из самых техничных и изобретательных МС страны. В том же году Никитин подчеркнул стиль Лигалайза: легко узнаваемый голос, характерное произношение и неповторимый стиль, богатый образами и яркими метафорами, быстро делают Лигалайза одним из лидеров отечественного хип-хопа. В том же году портал назвал участников группы D.O.B. «корифеями отечественного хип-хопа, заставившими многих по-новому взглянуть на подход к рэпу».
В 2006 году музыкальный критик российского информационного агентства InterMedia, Алексей Мажаев, оценивая альбом XL, написал, что «коллеги не поймут, да и слушатели вряд ли успеют приноровиться к такой всеядности. Или профессионализму?». Андрей Никитин, назвал релиз XL «очень качественным альбомом настоящего отечественного мейнстрим-рэпа». Журналист портала «Лаборатория новостей», Иванов-Ножиков, в своём обзоре XL на посоветовал рэперу «отбросить попытки угодить всем сразу».
В 2007 году российское издание журнала Billboard назвало D.O.B. Community «знаковой формацией», а группы D.O.B. и «Рабы лампы» отнесло к числу «королей андеграунда Москвы». В том же году портал Rap.ru указал участников группы D.O.B. Community «легендарными», а спустя два года журнал «RAPпресс» упомянул группу как «культовую».
В 2010 году главный редактор портала Rap.ru, Андрей Никитин, описывая биографию Лигалайза, назвал его «видным представителем московского хип-хоп подполья в 90-е», которого «упрекали в заимствованиях панчлайнов из американского рэпа», благодаря чему он «задал новый стандарт качества»: на него равнялись опытные, ему подражали и его же копировали начинающие. Никитин также назвал трек «Вы хотели party?» большим хитом, давшим отсчёт новой волне увлечения хип-хопом и би-боингом в России.
В 2015 году портал The Flow назвал D.O.B. Community «знаковым хип-хоп-объединением 90-х», а группу «Рабы лампы» — «новой рэп-поэзией».
В 2017 году Алексей Мажаев из InterMedia, заметил, что пластинка «Живой» попала как бы между аудиторий: для любителей поп-музыки там слишком много речитатива, а для фанатов тру-хип-хопа — слишком много развлекательности.
В 2018 году Алексей Мажаев из InterMedia, отметил в альбоме «Молодой король» высокое владение слогом, умеренное использование брани и хорошую дикцию, при этом упрекая артиста в слишком частом «самовосхвалении».
В 2020 году Алексей Мажаев из InterMedia, рецензируя альбом ALI, посчитал, что тематика альбома — протест и социальные проблемы — больше подходит не Лигалайзу, а новому поколению рэперов, которые предпочитают «гундосить о своей крутости и неотразимости».
В 2020 году Алексей Мажаев из InterMedia, рецензируя выпуск MTV Netlenka телеканала «MTV Россия», назвал Лигалайза «очень приличным артистом — разумным, адекватным, тактичным, великолепно владеющим языком, интересно рассказывающим и не употребляющим никаких ругательств».

## Рейтинги
В 2007 году главный редактор портала Rap.ru, Андрей Никитин, поместил в список главных альбомов русского рэпа несколько альбомов групп, в состав которых входил Лигалайз: Rushun Roolett (D.O.B., 1998), «Это не больно» («Рабы лампы», 1998), «Рифмомафия» («Легальный бизне$$», 2000), «Мастера Слова» (D.O.B., 2000), «Каменный лес» (Bad Balance, 2001), «Короли андеграунда» (D.O.B., 2004). Помимо этого альбом «Провокация» от «Лигалайз + П-13» был выбран главным альбомом 2003 года, а сольный альбом Лигалайза XL — 2006 года.
В 2009 году редакторы портала Rap.ru, Андрей Никитин и Руслан Муннибаев, поместили в свой список «10 важнейших альбомов русского рэпа» альбом «Рифмомафия» (2000) группы «Легальный бизне$$», в состав которой входил Лигалайз.
В 2011 году редакция журнала TimeOut поместила песню «Будущие мамы» (2006) в список «100 песен, изменивших нашу жизнь».
В 2015 году российский портал The Flow в рамках проекта «Beats&Vibes: 50 главных событий в русском рэпе» поместил группы D.O.B. и «Рабы лампы» в список «Московский рэп 90-х», а группу Just Da Enemy в список «Женский рэп». Помимо этого к 38-летию рэпера портал составил список десяти лучших песен Лигалайза, «без которых отечественный рэп был бы совсем другим».
В 2015 году песня «Livin' In Style (Stolen Loop Mix)» (1996) хип-хоп-объединения D.O.B. Community (Lily, Ladjak, Михей, Legalize, Джип, Топор, Sir-J) попала в список «5 лонгмиксов русского рэпа, которые надо знать» портала Rap.ru.

## Личная жизнь
С 1995 по 2004 год Андрей Меньшиков был женат на Симоне Маканде (более известной как Simona Yori), у которой на тот момент был сын Жак-Энтони от первого брака. В 2004 году Меньшиков женился во второй раз. Его новой избранницей стала Ирина. 17 марта 2008 года у пары родился сын Александр. В 2021 году пара рассталась. В сентябре 2022 года женился в третий раз. В российском футболе Лигалайз болеет за «Спартак».

## Дискография
- 2006 — XL
- 2016 — Живой
- 2018 — Молодой король
- 2020 — ALI
- 2025 — Эпизод 4

## Фильмография
Документальные фильмы
- 2014 — «Близко, но далеко» (короткометражный фильм)[196]
- 2016 — «Раб лампы»
- 2019 — «BEEF: Русский хип-хоп»
- 2019 — «С закрытыми окнами»
- 2021 — «Девяностые» (проект Сергея Минаева. 6 серия: «Реклама»)

Сборник видеоклипов
- 2007 — Liga DVD Vol.1

## Бои

### «Наше дело»
| Соперник | Дата выхода    | Результат | Прим.   |
| -------- | -------------- | --------- | ------- |
| Птаха    | 4 февраля 2023 | Поражение | [ 160 ] |

## Награды
- В 2000 году группа «Легальный бизне$$» стала «лучшим музыкальным проектом 1999 года» на церемонии награждения лучших хип-хоп-артистов года «Голос улиц», прошедшей в московском развлекательном комплексе «Центр» 4 января 2000 года[197].
- В 2000 году песня «Пачка сигарет» группы «Легальный бизне$$» победила в номинации «Лучшая песня года» на российской церемонии награждения премий «Золотой Птюч '99», организованной журналом «Птюч» в феврале 2000 года[198].
- В 2001 году видеоклип ДеЦла на песню «Надежда на завтра» (feat. Bad B. Альянс: Шеff, Legalize) стал лауреатом в номинации «Хит-парад-20» на первой церемонии вручения премии национального музыкального канала «Муз-ТВ», которая состоялась в развлекательном комплексе «Метелица» 15 февраля 2001 года. Награды вручались тем артистам и коллективам, чьи клипы в 2000 году хотя бы единожды занимали верхнюю строчку «Хит-парада-20»[199].
- В 2004 году альбом Лигалайза и П-13 «Провокация» победил в номинациях «Лучший альбом 2003 года» и «Лучший дебют 2003 года» на первой ежегодной церемонии «Hip-Hop.Ru Awards 2003» по результатам голосования пользователей сайта Hip-Hop.Ru. А видеоклип на песню «Я знаю людей» занял второе место в номинации «Клип года 2003»[23].

| Год  | Премия                      | Категория, работа                                                             | Результат |
| ---- | --------------------------- | ----------------------------------------------------------------------------- | --------- |
| 2006 | MTV Russia Music Awards     | Лучший хип-хоп/рэп/R’n’B проект                                               | Победа    |
| 2006 | Итоги года по версии Rap.Ru | Альбом года (XL)                                                              | Победа    |
| 2006 | Итоги года по версии Rap.Ru | Артист года                                                                   | Победа    |
| 2007 | MTV Russia Movie Awards     | Лучший саундтрек (за фильм «Сволочи»)                                         | Победа    |
| 2007 | Золотой диск                | Свыше четверти миллиона легальных копий в России и странах СНГ (за альбом XL) | Победа    |